# Arnulfo Arias (politico)
Arnulfo Arias Madrid (Penonomé, 15 agosto 1901 – Miami, 10 agosto 1988) è stato un politico panamense.

## Biografia
Era rappresentante del Partito Panameñista.
È stato presidente di Panama in tre periodi: il primo dal 1940 al 1941, il secondo dal 1949 al 1951 e il terzo per 11 giorni nel 1968, venendo deposto con colpi di Stato in tutte e tre le occasioni.
Il suo secondo mandato fu di stampo dittatoriale e governò sospendendo la costituzione.
Era fratello di Harmodio Arias Madrid, presidente del Paese negli anni '30. Nel 1964 sposò Mireya Moscoso, futura presidentessa eletta nel 1999. Precedentemente, dal 1927 al 1955, era stato sposato con Ana Matilde Linares.
Arias morì nel 1988 a Miami negli Stati Uniti d'America.